# Johann Wenzel Stamitz
Johann Wenzel Stamitz (csehül: Jan Václav Antonín Stamic), (Havlíčkův Brod, 1717. június 19. – Mannheim, 1757. március 27.) cseh származású, de német területen működő kora klasszicista zeneszerző, hegedűművész, a mannheimi iskola alapítójának tekintik, Carl Stamitz édesapja.

## Élete
Édesapjától tanult hegedülni, és 1742-tól hegedült Mannheimban. Kezdetben Károly Tivadar pfalzi és bajor választófejedelem udvarában kamaramuzsikusként tevékenykedett, majd 1745-től a mannheimi udvari zenekar koncertmesterévé nevezték ki. Irányítása alatt gyorsan felvirágzott a zenekar, a tagok előadását korábban sohasem látott pontosság és gazdag kifejezésmód jellemezte. Későbbi zeneszerzők gyakran utánozták Stamitz stílusának sajátos elemeit, a crescendók és a dimuendók újszerű alkalmazását, és a kadenciákban megjelenő úgynevezett „sóhajtó” késleltetéseket. 
A korábbi időkben népszerű háromtételes szimfóniák helyett Stamitz meghonosította a négytételes formát a második tétel utáni trió- vagy menüett tétel beiktatásával. Ezt az újítását később több klasszicista zeneszerző átvette. A tételeken belüli ellentétes témaváltás elősegítette a klasszikus szonátaforma megjelenését.  
Fiatalon, 39 éves korában hunyt el. Fiai, Carl Stamitz és Anton Stamitz később ugyancsak neves zeneszerzők lettek.